# Californiumoxyklorid
Californiumoxyklorid (CfOCl) är en radioaktiv californiumförening som består av en californiumkatjon och en oxykloridanjon. Föreningen upptäcktes först i mätbara mängder år 1960, och var även den första californiumföreningen någonsin som isolerades.
Californiumoxyklorid har en molmassa på 302,45 g/mol.